# Louise Søndergaard
Louise Søndergaard (født 12. december 1999 i Randers) er en kvindelig dansk håndboldspiller som til daglig spiller for Bjerringbro FH i 1. division.
Hun har tidligere spillet for Randers HK, Skanderborg Håndbold, svenske Skövde HF og selvsamme Bjerringbro FH.